# Amychus
Amychus – rodzaj nowozelandzkiego chrząszcza z rodziny sprężykowatych. 

## Morfologia
Ciało chrząszcza, nie licząc głowy, osiąga długość 12,7-24,2 mm, przy czym jest 2,6–2,8 dłuższe, niż szersze.
Grzbietowa powierzchnia jego szerokiego, silnie wklęsłego lub przynajmniej spłaszczonego, wydłużonego ciała przypomina korę, jest matowa, barwy pomarańczowobrązowej do ciemnobrązowej, z ciemniejszymi łatami. Mogą pokrywać ją brodawkowate twory. Porastają ją też pomarańczowe lub złote włoski, ich gęstość jest zróżnicowana.
Głowę określa się jako owalną, spłaszczoną. Na czole widnieje niewielkie trójkątne wgłębienie. Oczy nie osiągają dużych rozmiarów. Krótkie czułki składają się z 11 segmentów, przy czym od 4 pojawia się częściowe ząbkowanie.
Prothorax o łukowatych lub lekko sinusoidalnych bokach ciała ma większą szerokość, niż długość. Na pronotum zauważa się położone pośrodkowo podłużne zagłębienie. Przedtułów z przodu zaokrąglony. Tylne skrzydła są dość krótkie. Samica dysponuje grubym i wydłużonym pokładełkiem, mierzącym około 0,5–0,6 długości brzucha. Duża i położona u przodu jest też wagina. Występują 2 spermathecae.
Kończyny wydają się solidnie zbudowane. Na goleni znajdują się 2 ostrogi.

## Występowanie
Jest to endemit Nowej Zelandii.

## Siedlisko i behawior
Chrząszcz wiedzie nocny tryb życia. Osobniki spotykano na pniach drzew (przy czym sądzi się, że preferują pnie sękate, z dziuplami, obfitujące w schronienia), a także pod kłodami drewna i kamieniami, w niskiej roślinności. Owady te łapano też za pomocą pułapek.

## Rozmnażanie
Występuje stadium larwalne i poczwarka.
Larwa, pomarańczowożółta z brązowym deseniem na grzbiecie i bladożółta na brzusznej stronie ciała, dorasta maksymalnie wymiarów 27,5 mm na 4,5 mm. Jej żuwaczki są czarne.